# 戈恩豪森
戈恩豪森是德国莱茵兰-普法尔茨州的一个市镇。总面积5.30平方公里，总人口213人，其中男性107人，女性106人（2011年12月31日），人口密度40人/平方公里。